# Poa ragonesei
Poa ragonesei är en gräsart som beskrevs av Elisa G. Nicora. Poa ragonesei ingår i släktet gröen, och familjen gräs. Inga underarter finns listade i Catalogue of Life.